# وستمارک (نبراسکا)
وستمارک (به انگلیسی: Westmark) یک منطقهٔ مسکونی در ایالات متحده آمریکا است که در شهرستان فلپس، نبراسکا واقع شده‌است. وستمارک ۷۳۰٫۹۲ متر بالاتر از سطح دریا واقع شده‌است.